# Пила (Пезинок)
Пила (слч. Píla) насељено је мјесто са административним статусом сеоске општине (слч. obec) у округу Пезинок, у Братиславском крају, Словачка Република.

## Становништво
| Година:    | 1994. | 2004.    | 2014.    | 2024.    |
| ---------- | ----- | -------- | -------- | -------- |
| Број људи: | 233   | 278      | 323      | 371      |
| Разлика:   |       | +19,31 % | +16,18 % | +14,86 % |

| Година:    | 2023. | 2024.   |
| ---------- | ----- | ------- |
| Број људи: | 367   | 371     |
| Разлика:   |       | +1,08 % |

Према подацима о броју становника из 2011. године насеље је имало 313 становника.